# アレクセイ・ゴルシュコフ

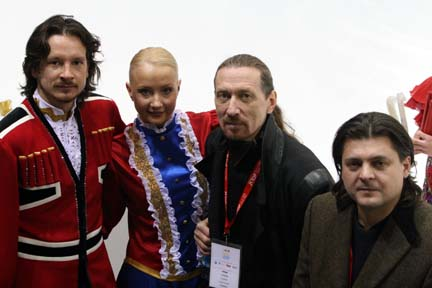
2007年グランプリファイナルでのゴルシュコフ(右端)

アレクセイ・ユーリエヴィチ・ゴルシュコフ（ロシア語: Алексе́й Ю́рьевич Горшко́в、1967年1月30日 - ）は、ロシア出身のフィギュアスケートコーチ。妻はアイスダンス選手現役時代カップルで組んでいたリュドミラ・パクホモワ（Liudmila Pakhomova、旧姓）で、娘は元アイスダンス選手のアナスタシア・ゴルシュコワ。

## 経歴
モスクワ近郊のオジンツォボを練習拠点としており、現在はエカテリーナ・リャザーノワ/イリヤ・トカチェンコ組を中心に指導している。娘のアナスタシアはトカチェンコの元パートナーでもある。
過去にはニコライ・モロゾフの元にいるアイスダンス選手を教えていたこともある。
2012年4月、翌シーズンの準備のために、リャザーノワとトカチェンコと共にアメリカのマリナ・ズエワとイーゴリ・シュピリバンドの元で練習すると発表した。

## 生徒
過去担当した生徒
- アルベナ・デンコヴァ/マキシム・スタビスキー
- オクサナ・ドムニナ/マキシム・シャバリン
- ホフマン・ノーラ/マキシム・ザボジン